# Jay DeFeo
Mary Joan Jay DeFeo (31 mars 1929 – 11 novembre 1989) est une artiste visuelle associée à la Beat Generation qui a travaillé environ de 1950 à 1989 dans la baie de San Francisco.

## Vie et œuvre
Enfant unique, Mary Joan DeFeo est née d'une infirmière de famille immigrante autrichienne et d'un étudiant en médecine italo-américain à Hanover dans le New Hampshire en 1929.
En 1932, sa famille a déménagé à la Baie de San Francisco, et son père a été engagé à l'École de médecine de Stanford. Le mariage de ses parents était mouvementé, et DeFeo était souvent séparée d'eux tout au long de sa petite enfance. DeFeo a passé un an dans un établissement de soins quand elle avait quatre ans et a été envoyée périodiquement vivre avec ses grands-parents maternels dans le milieu rural du Colorado. DeFeo s'est installée avec sa mère à San Jose en Californie après que ses parents aient divorcé en 1939.
DeFeo est devenue connue comme "Jay" à l'école secondaire, où elle a trouvé un mentor en son professeur d'art. Elle a aussi été influencée par son voisin, un artiste commercial du nom de Michelangelo. En 1946, elle s'est inscrite à l'Université de Californie à Berkeley. Là, elle a exploré la scène de l'art de San Francisco et embrassé l'expressionnisme abstrait. Grâce à Margaret Peterson O'Hagan, DeFeo a été exposée à l'art amérindien durant ses études à Berkeley. Elle a obtenu son premier diplôme en 1950 et sa maîtrise en 1951. Elle a résisté à ce qu'elle appelait "la hiérarchie des matériaux" en utilisant le plâtre et en mélangeant les médias afin d'expérimenter avec les effets, une tendance que l'on peut souvent retrouver dans l'art de cette époque, en particulier sur la côte ouest des États-Unis.
En 1951, une bourse lui a fourni l'occasion de voyager partout en Europe où elle a travaillé fiévreusement. Au cours d'une période de trois mois à Florence, elle a réalisé plus de deux cents peintures. Elle a étudié l'art africain et de la préhistoire aux bibliothèques de Paris et Londres. Après son bref temps de travail à Paris et à Londres, elle a voyagé en Europe et en Afrique du Nord, et elle a travaillé pendant 6 mois à Florence, où elle a commencé à trouver son propre style d'imagerie.
De retour à Berkeley, elle a loué un appartement et a pris des petits boulots,. Elle a continué son exploration de l'image et des matériaux. En 1953, elle a été congédiée de son poste d'enseignement de l'art pour les enfants au California College of Arts and Crafts après avoir été condamnée pour vol à l'étalage de deux pots de peinture. Dans le milieu des années 1950, elle a vécu grâce à la fabrication et à la vente de bijoux. C'est au cours de cette période qu'elle a rencontré Wally Hedrick, étudiant au California College of Arts and Crafts et promoteur de ce qui était décrit comme “le Dada personnalisé". Ils se sont mariés en 1954 et ont partagé avec d'autres artistes une résidence de Fillmore Street qui était un lieu de rencontre pour les écrivains et les musiciens de jazz,. L'artiste Billy Al Bengston se souvient de DeFeo comme ayant “du style, du nerf, de la beauté naturelle et plus de "couilles" que quiconque.”
Hedrick, Deborah Remington, Hayward King, David Simpson, John Allen Ryan et Jack Spicer ont fondé la Six Gallery au 3119 Fillmore Street à San Francisco, sur l'emplacement de la Galerie Ubu Roi, qui avait été dirigée par Jess et Robert Duncan. Joan Brown, Manuel Neri, et Bruce Conner deviendraient des associés de la Six Gallery. DeFeo était présente quand Allen Ginsberg lut son poème Howl pour la première fois à la célèbre lecture publique de la Six gallery en 1955. En 1959, DeFeo est devenue l'un des membres fondateurs de l'Association de Protection des Rats Bâtards de Bruce Conner.
En 1959, DeFeo a été incluse dans l'exposition séminale de Dorothy Canning Miller Seize Américains au Musée d'Art Moderne, aux côtés de Jasper Johns, Ellsworth Kelly, Robert Rauschenberg, Frank Stella, et Louise Nevelson. À la suite de cela, elle a fait sa propre exposition solo à la Ferus Gallery à Los Angeles.
Sa peinture la plus connue, La Rose (1958-66), a pris près de huit ans à être créée et pèse plus d'une tonne,. Avec plus de trois mètres de haut et près de 30 centimètres d'épaisseur, la toile est tellement grande qu'elle a dû être enlevée de son appartement par un chariot élévateur,. Avec un couteau à palette, DeFeo a sculpté les crêtes de peinture blanche en un motif étoilé rayonnant vers l'extérieur en se transformant en un matériau gris à la texture plus rude scintillant de mica. La majeure partie du travail de DeFeo sur La Rose a pris fin quand elle a été expulsée de son appartement à Filmore Street en novembre 1965. La création de La Rose a été documentée dans un court-métrage de Bruce Conner intitulé The White Rose (1967). Conner a été l'ami de DeFeo, et il a déclaré qu'un "événement incontrôlable" a été nécessaire pour forcer DeFeo à terminer son œuvre. Cet événement a été l'expulsion, que Conner a capturée dans son film, montrant DeFeo, balançant ses pieds depuis une évacuation d'incendie alors qu'elle voit le travail de sa vie être enlevé par un chariot élévateur. Une partie du mur à côté de la fenêtre a dû être détruite pour créer une ouverture assez grande pour la peinture. Après l'ajout de détails de finition à La Rose en 1966, DeFeo a fait une pause de quatre ans dans la création artistique. La Rose se trouve maintenant au Whitney Museum of American Art.
Hedrick et DeFeo ont divorcé en 1969, et elle a commencé une relation de treize ans avec un homme plus jeune,. DeFeo a pris un poste d'enseignant au San Francisco Art Institute, et en 1970, elle a commencé à créer des photographies et des peintures de son propre bridge dentaire, qu'une maladie des gencives avait nécessité. DeFeo a alors travaillé plusieurs médiums, y compris des dessins finement détaillés.
Tout au long de ses quatre décennies de création artistique, DeFeo a effectué un vaste travail de dessin, peinture sur papier, photographie, photocopie, collage-photo et peinture. En 1980, elle est devenue professeur à la faculté de Mills College.
En 1987, DeFeo a voyagé en Afrique, ce qui lui a inspiré une série de dessins abstraits appelés “Reflections of Africa” (les Reflets de l'Afrique). Sa santé ayant sans doute été entamée par ses années épuisantes de travail sur la Rose et les vapeurs chimiques de peinture, elle a été diagnostiquée avec un cancer du poumon en 1988, mais a continué à produire abondamment,. Elle est morte le 11 novembre 1989 à l'âge de 60 ans.

## Collections
L’œuvre de DeFeo reçoit de plus en plus de reconnaissance posthume. Son travail est disséminé dans les collections du Whitney Museum of American Art, du Museum of Modern Art, du Musée d'art moderne de San Francisco, de l'Art Institute of Chicago, du Norton Simon Museum, du musée d'art de l'Université de Californie à Berkeley et du Mills College Museum of Art. Le Whitney détient la plus grande collection publique de son travail et en a présenté une rétrospective majeure du 28 février au 2 juin 2013.

## Postérité
La Jay DeFeo Fondation, une fondation privée, a été établie en vertu de la volonté de l'artiste. La Fondation est représentée par la galerie Mitchell-Innes & Nash basée à New York, la Galerie Eva Presenhuber basée à Zurich, et la Hosfelt Gallery basée à San Francisco.